# Gisa Klaunig
Gisa Klaunig (* 24. November 1992 in Preetz) ist eine ehemalige deutsche Handballspielerin, die zuletzt beim Bundesligisten HSG Blomberg-Lippe unter Vertrag stand. Mittlerweile ist sie als Handballtrainerin tätig.

## Karriere
Klaunig begann das Handballspielen im Alter von fünf Jahren beim TSV Schönberg. In der C-Jugend schloss sich die Rückraumspielerin der TSG Concordia Schönkirchen an, mit der sie später in der A-Jugend Regionalliga auflief. In der Saison 2010/11 besaß sie ein Doppelspielrecht für den Zweitligisten TSV Travemünde. In der darauf folgenden Spielzeit lief sie nur noch für Travemünde auf. Im November 2011 zog sich Klaunig einen Kreuzbandriss zu, woraufhin sie mehrere Monate pausieren musste. In der Spielzeit 2012/13 spielte die Rechtshänderin beim Drittligisten 1. FC Köln, bei dem sie mit 183 Treffern Torschützenkönigin der West-Staffel wurde.
Klaunig wurde im Sommer 2013 vom Bundesligen HSG Blomberg-Lippe verpflichtet, bei dem sie am 31. August 2013 ihr Debüt in der Bundesliga gab. Weiterhin kam sie anfangs in der 2. Mannschaft zum Einsatz, die in der 3. Liga antrat. Im DHB-Pokalwettbewerb 2013/14 erreichte Klaunig mit Blomberg das Finale, das gegen den Gastgeber HC Leipzig verloren ging. Nach der Saison 2018/19 beendete sie ihre Karriere.
Klaunig, die eine B-Trainerlizenz besitzt, ist seit Oktober 2020 als Auswahltrainerin beim HVSH tätig. Zwischen Januar 2021 und Oktober 2024 fungierte sie zusätzlich als Co-Trainerin der deutschen Juniorinnennationalmannschaft. Im Oktober 2021 übernahm Klaunig das Traineramt des Drittligisten HSG Mönkeberg-Schönkirchen, bei dem sie zuvor schon als Co-Trainerin tätig war. Nachdem Mönkeberg-Schönkirchen im Jahr 2023 aus der 3. Liga abgestiegen war, gab sie das Traineramt ab.

## Sonstiges
Seit 2017 ist sie mit der Handballspielerin Stefanie Klaunig verheiratet.